# Entraîneur (handball)
Au handball, l'entraîneur (en club) ou le sélectionneur (pour une équipe nationale) est la personne qui coordonne l'équipe sur le bord du terrain.

## Entraîneur célèbres

### Hommes
Parmi les entraîneurs les plus renommés, on peut citer :
- Heiner Brand, sélectionneur de l'Allemagne (1997-2011 : champion d'Europe 2004, champion du monde 2007 et vice-champion olympique en 2004), entraîneur du VfL Gummersbach et du SG Wallau-Massenheim (vainqueur de 3 championnats d'Allemagne)
- Nikolaj Bredahl Jacobsen, sélectionneur du Danemark (depuis 2017 : quadruple champion du monde en 2019, 2021, 2023 et 2025, champion olympique en 2024.)
- Patrice Canayer, entraîneur du Montpellier Handball (1994 à 2024 : vainqueur de 2 Ligue des champions et de 11 Championnats de France)
- Daniel Costantini, élu meilleur entraîneur mondial de tous les temps en 2010[2], sélectionneur de la France (1985-2001 : double champion du monde et médaillé de bronze aux Jeux olympiques d'été de 1992)
- Talant Dujshebaev, entraîneur du BM Ciudad Real (2005-2013) puis du KS Kielce (depuis janvier 2014) : vainqueur de 4 Ligues des Champions et de 14 championnats nationaux (4 en Espagne et 10 en Pologne)
- Anatoli Evtouchenko, sélectionneur de l'équipe nationale d'URSS (1969-1990 : champion olympique en 1976 et en 1988 et champion du monde en 1982) et entraîneur du MAI Moscou (vainqueur de 1 Coupe d'Europe des clubs champions, 1 Coupe d'Europe des vainqueurs de Coupe et de 6 Championnats d'URSS)
- Sead Hasanefendić, entraîneur de nombreux clubs (vainqueur de 4 Championnats de France avec 4 équipes différentes, vainqueur de 3 coupes d'Europe consécutives avec le VfL Gummersbach)
- Þórir Hergeirsson, sélectionneur de la Norvège (féminine) (depuis 2009 : champion d'Europe en 2010, 2014 et 2016, champion du monde en 2011 et 2015 et champion olympique en 2012)
- Bengt Johansson, sélectionneur de la Suède (1988-2004 : quadruple champion d'Europe, double champion du monde et triple médaillé d'argent aux Jeux olympiques)
- Olivier Krumbholz, sélectionneur de la France (féminine) (1998-2013 et depuis 2015 : champion du monde en 2003 et 2017 , triple vice-champion du monde 1999 , 2009 et 2011 , vice champion- Jeux olympiques d'été de 2016), et champion olympique des Jeux olympiques d'été de 2020) entraîneur de l'ASPTT Metz (1986-1995 : 5 championnats de France)
- Vladimir Maksimov, sélectionneur de la Russie (1992-2008 : double champion olympique (1992 et 2000), double champion du monde (1993 et 1997) et Champion d'Europe 1996) ; entraîneur du Medvedi Tchekhov (depuis 2001 : 1 Coupe d'Europe des vainqueurs de coupe et 13 championnats de Russie)
- Claude Onesta, sélectionneur de la France (2001-2016 : triple champion du monde), triple champion d'Europe et double champion olympique.
- Gunnar Prokop, entraîneur de l'Hypo Niederösterreich (1972 à 2009 : 8 Ligue des champions et 33 championnats d'Autriche sans interruption entre 1977 et 2009). Il est également tristement célèbre pour son geste anti-sportif dans l'« Affaire Prokop »
- Jan Pytlick, sélectionneur du Danemark (féminine) (1998-2006 et 2007-2014 : double champion olympique et champion d'Europe 2002)
- Valero Rivera, entraîneur du FC Barcelone (1983–2003 : élu meilleur entraîneur des années 1990, 6 Ligues des champions, 5 Coupe des Coupes et 12 championnats d'Espagne), sélectionneur de l'Espagne (2008-2013 : champion du monde 2013) puis du Qatar (2013-2023 : vice-champion du monde 2015)
- Zvonimir Serdarušić, entraîneur du THW Kiel (1993-2008 : vainqueur de 1 Ligue des champions et de 11 Championnats d'Allemagne)
- / Ihor Tourtchyne, sélectionneur de l'URSS (féminine) (au moins 1973-1988 : double champion olympique et double champion du monde) et entraîneur du Spartak Kiev (féminine) (au moins 1966-1993 : 13 Coupes des clubs champions et 20 championnats d'URSS)
- Ievgueni Trefilov, sélectionneur de la Russie (féminine) (depuis 1999 : quadruple champion du monde et champion olympique 2016) et entraîneur de plusieurs clubs russes (Ligue des champions 2008, Coupe des coupes 2002, Coupe de l'EHF 2007, nombreux Championnats de Russie)
- Ulrik Wilbek, sélectionneur du Danemark (féminin) (1991-1998 : champion olympique en 1996, champion du monde en 1997 et champion d'Europe en 1994 et 1996), sélectionneur du Danemark (masculin) (2005-2014 : double champion d'Europe en 2008 et 2012 et double vice-champion du monde en 2011 et 2013)

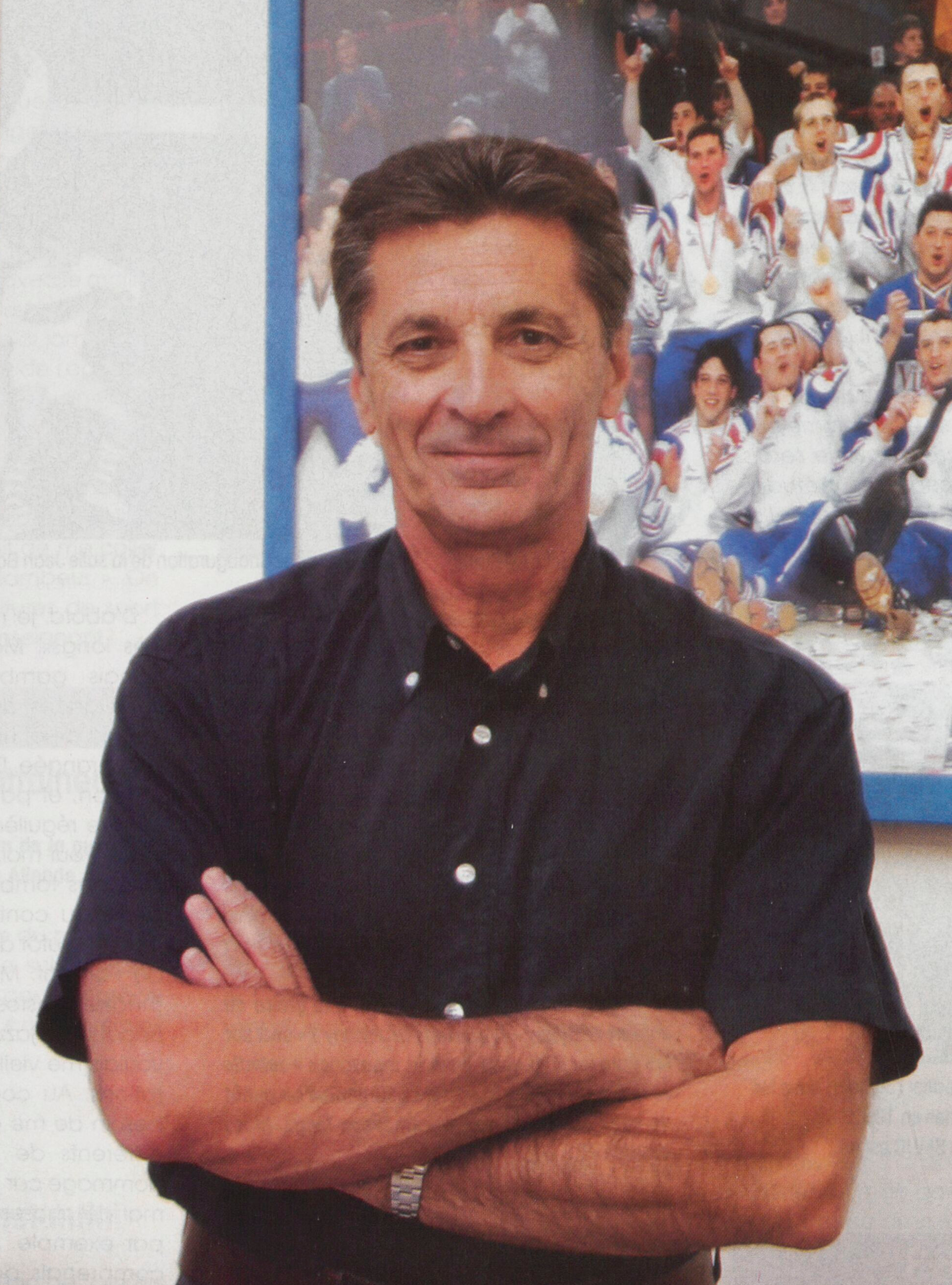
Daniel Costantini
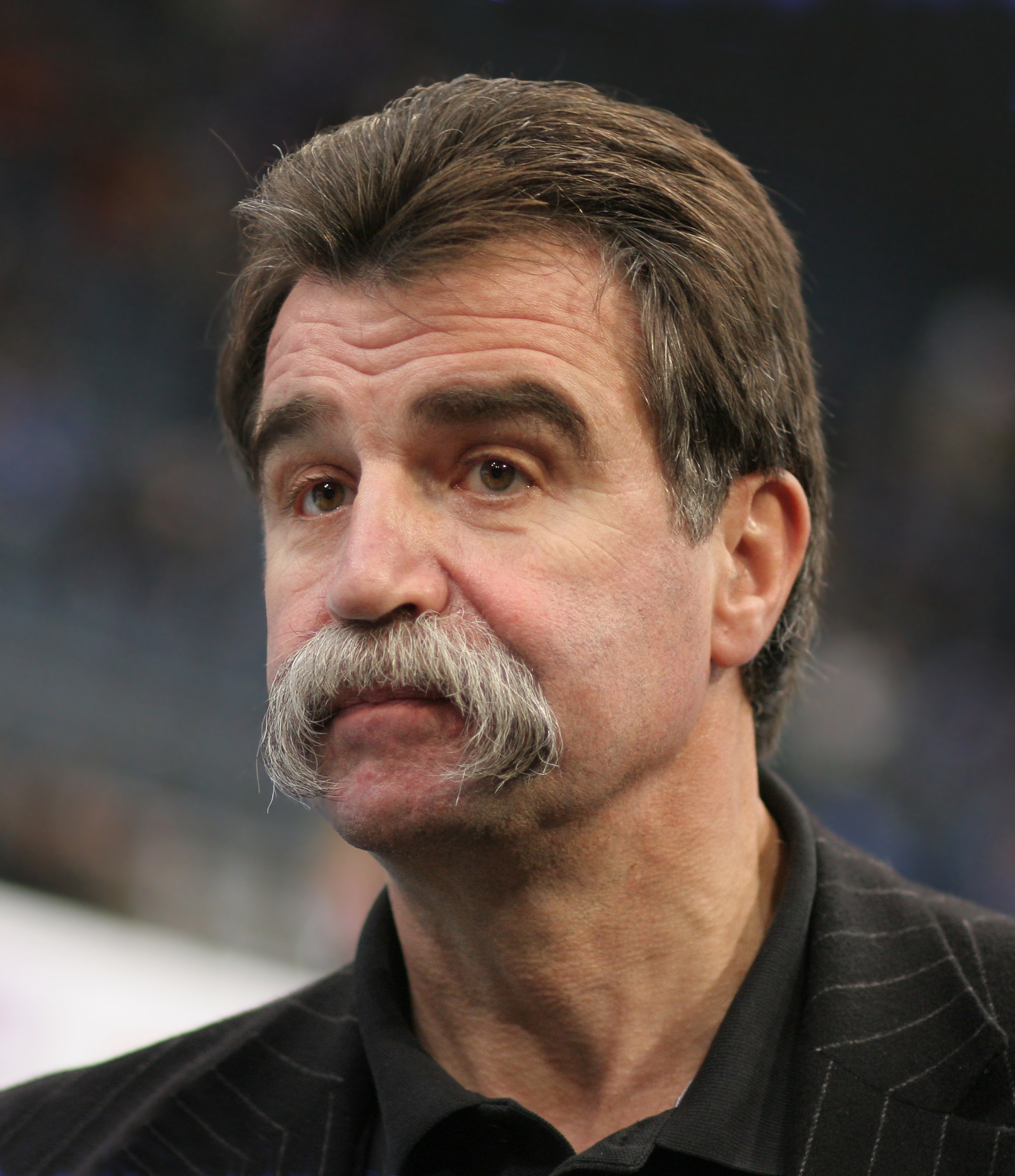
Heiner Brand
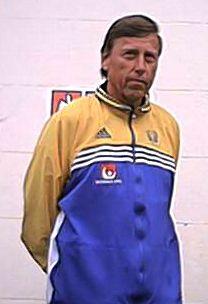
Bengt Johansson
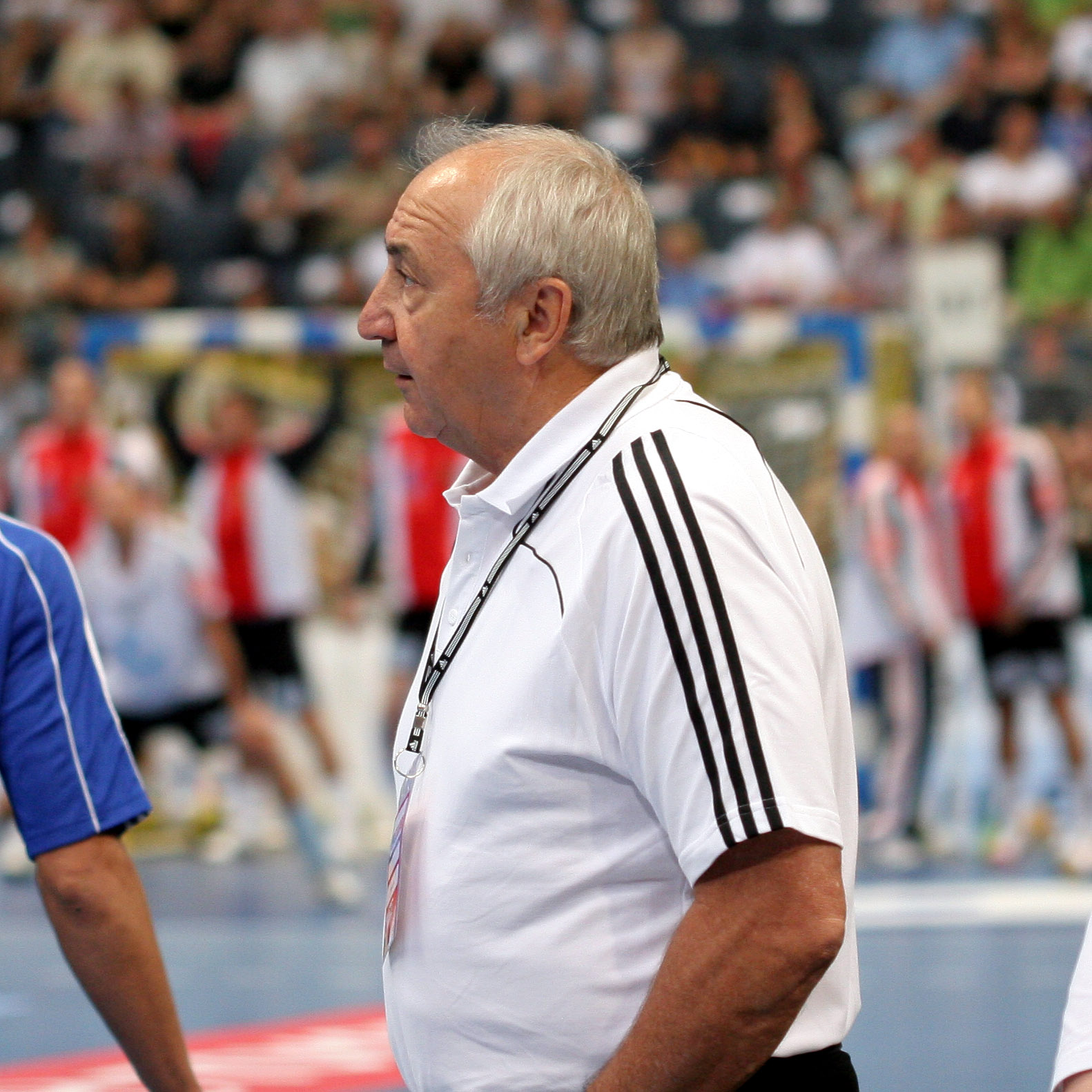
Vladimir Maksimov
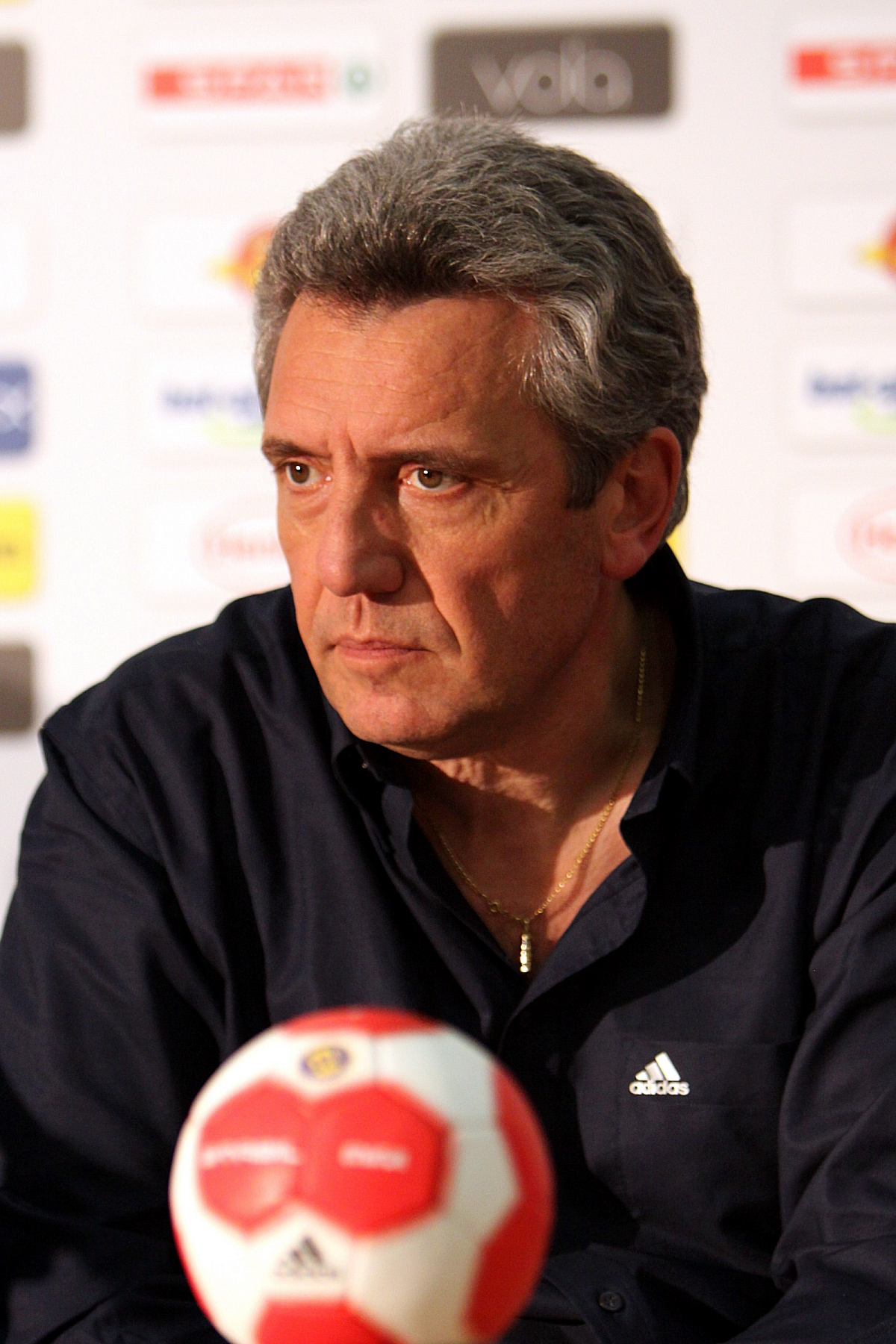
Claude Onesta
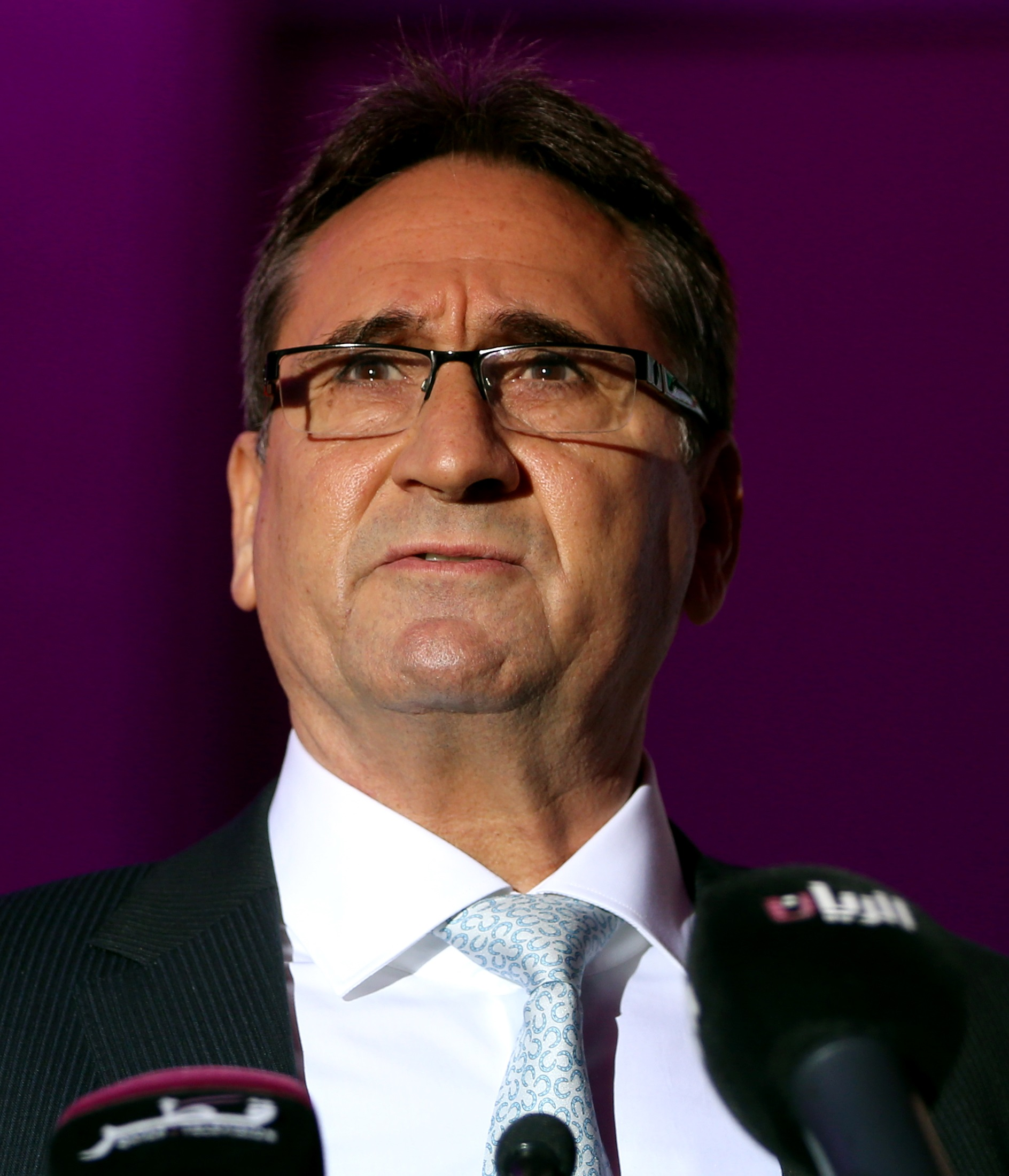
Valero Rivera
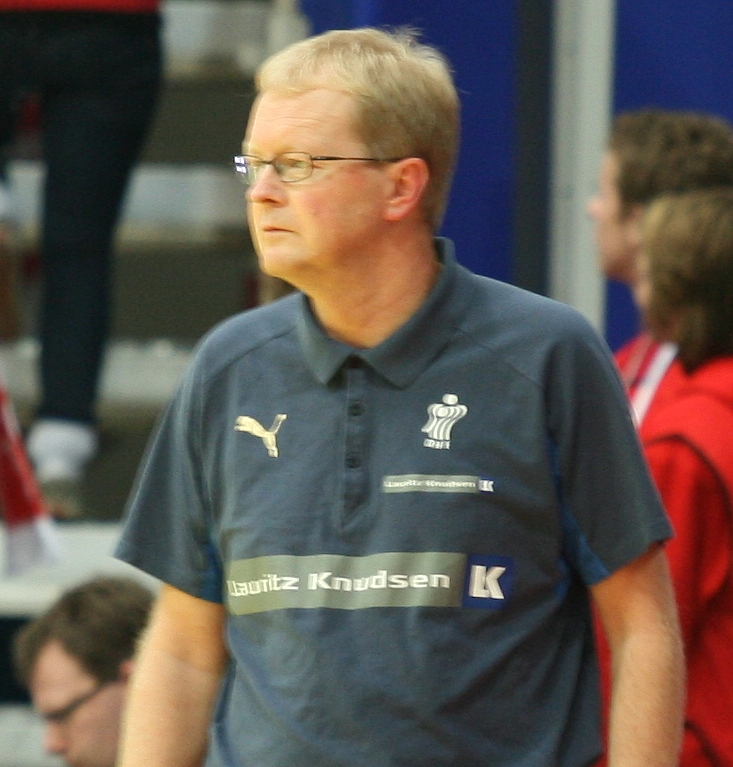
Ulrik Wilbek

### Femmes
Parmi les entraîneuses les plus renommées, on peut citer :
- Anja Andersen, entraîneuse de Slagelse FH (2000-2008 : triple vainqueure de la Ligue des champions)
- Marit Breivik, sélectionneuse de la Norvège (féminine) (1994–2009 : quadruple championne d'Europe, championne olympiques et championne du monde)
- Indira Kastratović, entraîneuse du ŽRK Vardar Skopje
- Carole Martin, sélectionneuse de la France (féminine) (1991-1997)
- Helle Thomsen, sélectionneuse de la Suède (féminine) (2015-2016) et des Pays-Bas (féminine) (2016-2018)

## Distinctions

### Meilleur entraîneur de tous les temps
En août 2010, le Français Daniel Costantini est élu meilleur entraîneur de handball de tous les temps au terme d'un sondage organisé par la Fédération internationale de handball (IHF),. Ce résultat est obtenu à l'issue d'un vote internet où, avec plus de 87,8 % des suffrages, il devance le Suédois Bengt Johansson avec 6,88 % et l'Ukrainien Ihor Tourtchyne et le Roumain Ioan Kunst-Ghermănescu (ro), moins de 3% chacun.

### Meilleur entraîneur des années 1990
En 2001, Valero Rivera, l'entraîneur espagnol du FC Barcelone, est élu meilleur entraîneur des années 1990 par la Fédération internationale de handball .

### Meilleurs entraîneurs de l'année IHF
Parallèlement au titre de meilleur handballeur mondial de l'année, la Fédération internationale de handball désigne depuis 2009 le titre de meilleur entraîneur de l'année d'une équipe masculine et d'une équipe féminine :
| Année | Équipe masculine                   | Équipe masculine                   | Équipe féminine                    | Équipe féminine                    |
| Année | Entraîneur                         | Équipe                             | Entraîneur                         | Équipe                             |
| ----- | ---------------------------------- | ---------------------------------- | ---------------------------------- | ---------------------------------- |
| 2009  | Claude Onesta                      | France                             | Ievgueni Trefilov                  | Russie et Zvezda Zvenigorod        |
| 2010  | Claude Onesta (2)                  | France                             | Olivier Krumbholz                  | France                             |
| 2011, | Ulrik Wilbek                       | Danemark                           | Þórir Hergeirsson                  | Norvège                            |
| 2012  | Valero Rivera                      | Espagne                            | Þórir Hergeirsson (2)              | Norvège                            |
| 2013  | Pas d'élection organisée par l'IHF | Pas d'élection organisée par l'IHF | Pas d'élection organisée par l'IHF | Pas d'élection organisée par l'IHF |
| 2014  | Ljubomir Vranjes                   | SG Flensburg-Handewitt             | Þórir Hergeirsson (3)              | Norvège                            |
| 2015  | Dagur Sigurðsson                   | Allemagne et Füchse Berlin         | Þórir Hergeirsson (4)              | Norvège                            |
| 2016  | Didier Dinart                      | France                             | Þórir Hergeirsson (5)              | Norvège                            |
| 2017  | Pas d'élection organisée par l'IHF | Pas d'élection organisée par l'IHF | Pas d'élection organisée par l'IHF | Pas d'élection organisée par l'IHF |
| 2018  | Didier Dinart (2)                  | France                             | Olivier Krumbholz (2)              | France                             |
| 2019  | Nikolaj Bredahl Jacobsen           | Danemark et Rhein-Neckar L.        | Emmanuel Mayonnade                 | Pays-Bas et Metz Handball          |
| 2020  | Pas d'élection organisée par l'IHF | Pas d'élection organisée par l'IHF | Pas d'élection organisée par l'IHF | Pas d'élection organisée par l'IHF |
| 2021  | Nikolaj Bredahl Jacobsen (2)       | Danemark et Rhein-Neckar L.        | Jesper Jensen                      | Danemark et Team Esbjerg           |
| 2022  | Pas d'élection organisée par l'IHF | Pas d'élection organisée par l'IHF | Pas d'élection organisée par l'IHF | Pas d'élection organisée par l'IHF |
| 2023  | Pas d'élection organisée par l'IHF | Pas d'élection organisée par l'IHF | Pas d'élection organisée par l'IHF | Pas d'élection organisée par l'IHF |
| 2024  | Pas d'élection organisée par l'IHF | Pas d'élection organisée par l'IHF | Pas d'élection organisée par l'IHF | Pas d'élection organisée par l'IHF |